# 大指沙鮻
大指沙鮻（學名：Sillaginopodys chondropus），又名砂鱚、沙腸仔，为辐鳍鱼纲沙鮻科下的一个种，也是大指鱚屬的唯一物種，之前曾归类于鱚屬，该物种于1849年由彼得·布莱克尔描述，主要分布于印度洋和太平洋海域沿岸各地。